# Ла Кебрада
Местността Ла Кебрада на брега на Тихия океан е сред най-известните туристически атракции в Акапулко, Мексико.
Гмурците забавляват туристите, като скачат на разстояние от 35 метра (125 фута) висок скалист бряг. Изчисляват точния момент да скочат, да уловят идваща вълна и да избегнат сериозни наранявания или смърт.
В стена на скалата има път и ресторант, където туристите се събират да гледат гмуркачи и да видят пеликани и гмуркане за риба.